# Специальные районы Токио

Префектура Токио

Специа́льные райо́ны То́кио — 23 муниципалитета, которые образуют ядро и самую заселённую часть Токио, Япония. Вместе они занимают территорию, которая до 1943 была городом Токио. Во всей стране такое деление имеет только Токио. В японском языке их формально называют «специальные районы» (яп. 特別区 токубэцу ку) или «23 района» (яп. 23区 нидзю:-сан ку).
Слово «специальные» отличает эти районы от районов основных крупных городов Японии. До 1943 года районы города Токио не отличались от районов Осаки или от районов Киото. 15 марта 1943 года правительство города Токио и правительство префектуры объединились в правительство префектуры, а районы попали под прямой контроль префектуры. 15 марта 1947 года 35 районов бывшего города были сокращены до 22, как раз до того, как 3 мая того же года вступил в действие Закон о местном самоуправлении, который официально закрепил за ними статус специальных районов. 23-й район Нэрима был сформирован 1 августа 1947 года.
С 1970-х годов специальные районы получили значительно бо́льшую автономию, чем другие районы в других городах, став больше похожими на независимые города, чем на районы как таковые. Каждый специальный район имеет своих выборных мэров (яп. 区長 кутё:) и городской совет (яп. 区議会 кугикай).
В 2000 году парламент Японии объявил специальные районы самостоятельными муниципальными образованиями (яп. 地方公共団体 тихо: ко:кё: дантай), дав им статус, схожий с городами. С тех пор эти районы стали называть себя городами, хотя японское название осталось прежним (токубэцу ку). Также они приняли на себя некоторые общественные функции столичного правительства округа Токио, такие как сбор мусора, отведение сточных вод.
Районы сильно различаются по площади (от 10 до 60 км²) и по численности населения (от менее 40 тыс. до 830 тыс.), и некоторые расширяются с постройкой искусственных островов. Сэтагая имеет численность населения больше остальных, в то время как Ота, расположенная по соседству, имеет самую большую площадь.
Суммарная численность населения 23 специальных районов на 1 октября 2005 года была 8 483 140 человек, около 2/3 населения Токио и около четверти населения Большого Токио. 23 района имеют плотность населения 13 800 человек на км².
| Список специальных районов | Список специальных районов | Список специальных районов  | Список специальных районов  | Список специальных районов | Список специальных районов                                                                            |
| --- | -------------------------- | --------------------------- | --------------------------- | -------------------------- | --- |
| (При нажатии на название или изображение какого-либо специального района будет осуществлён переход на соответствующую статью) |                            |                             |                             |                            | |
| Название | Кандзи                     | Население на июнь 2007 года | Население на июнь 2007 года | Площадь, км²               | Основные кварталы                                                                                     |
| Название | Кандзи                     | Численность                 | Плотность, чел./км²         | Площадь, км²               | Основные кварталы                                                                                     |
| Аракава | 荒川区                     | 194 777                     | 18 262,25                   | 10,20                      | Аракава, Матия, Ниппори, Минами-сэндзю                                                                |
| Адати | 足立区                     | 629 392                     | 11 830,68                   | 53,20                      | Кита-сэндзю, Такэноцука                                                                               |
| Бункё | 文京区                     | 194 933                     | 16 009,28                   | 11,31                      | Хонго, Яёй, Хакусан                                                                                   |
| Итабаси | 板橋区                     | 529 059                     | 16 445,72                   | 32,17                      | Итабаси, Такасима-дайра                                                                               |
| Кацусика | 葛飾区                     | 428 066                     | 12 286,62                   | 34,84                      | Татэиси, Аото                                                                                         |
| Кита | 北区                       | 330 646                     | 15 885,67                   | 20,59                      | Акабанэ, Одзи, Табата                                                                                 |
| Кото | 江東区                     | 436 337                     | 10 963,24                   | 39,8                       | Киба, Ариакэ, Камэйдо, Тоё-тё, Мондзэннака-тё, Фукагава, Киёсуми, Сиракава, Эттюдзима, Сунамати, Аоми |
| Минато | 港区                       | 205 196                     | 10 088,30                   | 20,34                      | Акасака, Одайба, Симбаси, Синагава, Роппонги, Тораномон, Аояма, Адзабу, Хамамацу-тё, Тамати           |
| Мэгуро | 目黒区                     | 267 798                     | 18 217,55                   | 14,70                      | Мэгуро, Накамэгуро, Дзиюгаока                                                                         |
| Накано | 中野区                     | 312 939                     | 19 993,82                   | 15,59                      | Накано                                                                                                |
| Нэрима | 練馬区                     | 702 202                     | 14 580,61                   | 48,16                      | Нэрима, Оидзуми, Хикаригаока                                                                          |
| Ота | 大田区                     | 674 590                     | 11 345,27                   | 59,46                      | Омори, Камата, Ханэда, Дэнъэн-тёфу                                                                    |
| Сибуя | 渋谷区                     | 205 512                     | 13 337,13                   | 15,11                      | Сибуя, Эбису, Харадзюку, Хироо, Сэндагая, Ёёги                                                        |
| Синагава | 品川区                     | 353 887                     | 15 576,01                   | 22,72                      | Синагава, Готанда                                                                                     |
| Синдзюку | 新宿区                     | 309 463                     | 16 975,48                   | 18,23                      | Синдзюку, Такаданобаба, Окубо, Кагурадзака, Итигая                                                    |
| Сугинами | 杉並区                     | 534 981                     | 15 725,49                   | 34,02                      | Коэндзи, Асагая, Огикубо                                                                              |
| Сумида | 墨田区                     | 237 433                     | 16 079,49                   | 13,75                      | Кинси-тё, Морисита, Рёгоку                                                                            |
| Сэтагая | 世田谷区                   | 855 416                     | 14 728,23                   | 58,08                      | Сэтагая, Китадзава, Кинута, Карасуяма, Тамагава                                                       |
| Тайто | 台東区                     | 168 277                     | 16 139,38                   | 10,08                      | Уэно, Асакуса                                                                                         |
| Тиёда | 千代田区                   | 43 802                      | 3 763,06                    | 11,64                      | Нагата-тё, Касумигасэки, Отэмати, Маруноути, Акихабара, Юраку-тё, Иидабаси                            |
| Тосима | 豊島区                     | 256 009                     | 19 428,44                   | 13,01                      | Икэбукуро, Сэнкава, Комагомэ                                                                          |
| Тюо | 中央区                     | 104 997                     | 10 344,53                   | 10,15                      | Нихомбаси, Каяба-тё, Гиндза, Цукидзи, Хаттёбори, Синкава, Цукисима, Катидоки, Цукуда                  |
| Эдогава | 江戸川区                   | 661 386                     | 13 264,86                   | 49,86                      | Касай, Коива                                                                                          |
| Всего | Всего                      | 8 637 098                   | 13 890,25                   | 621,81                     | |

## Фото

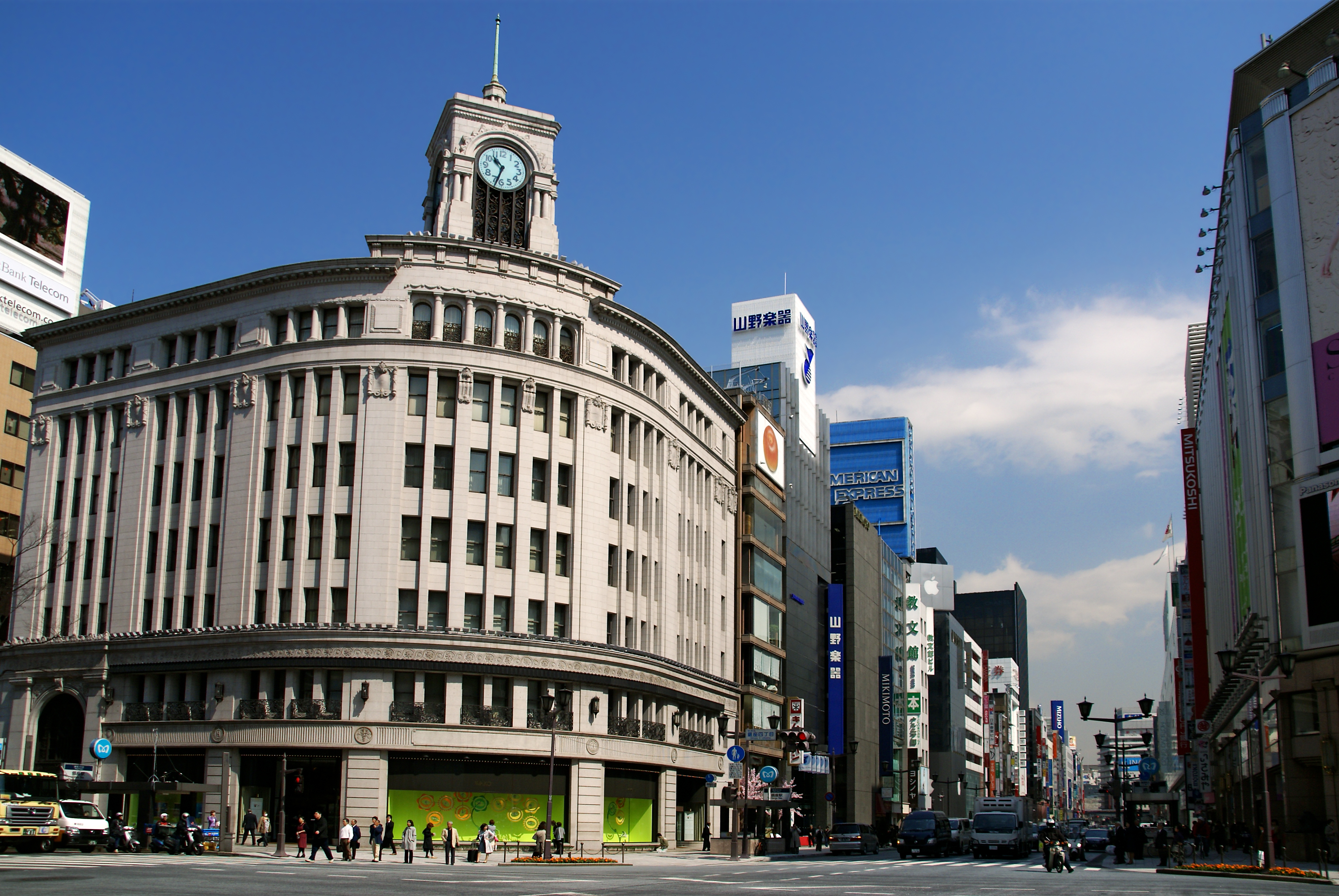
Гиндза
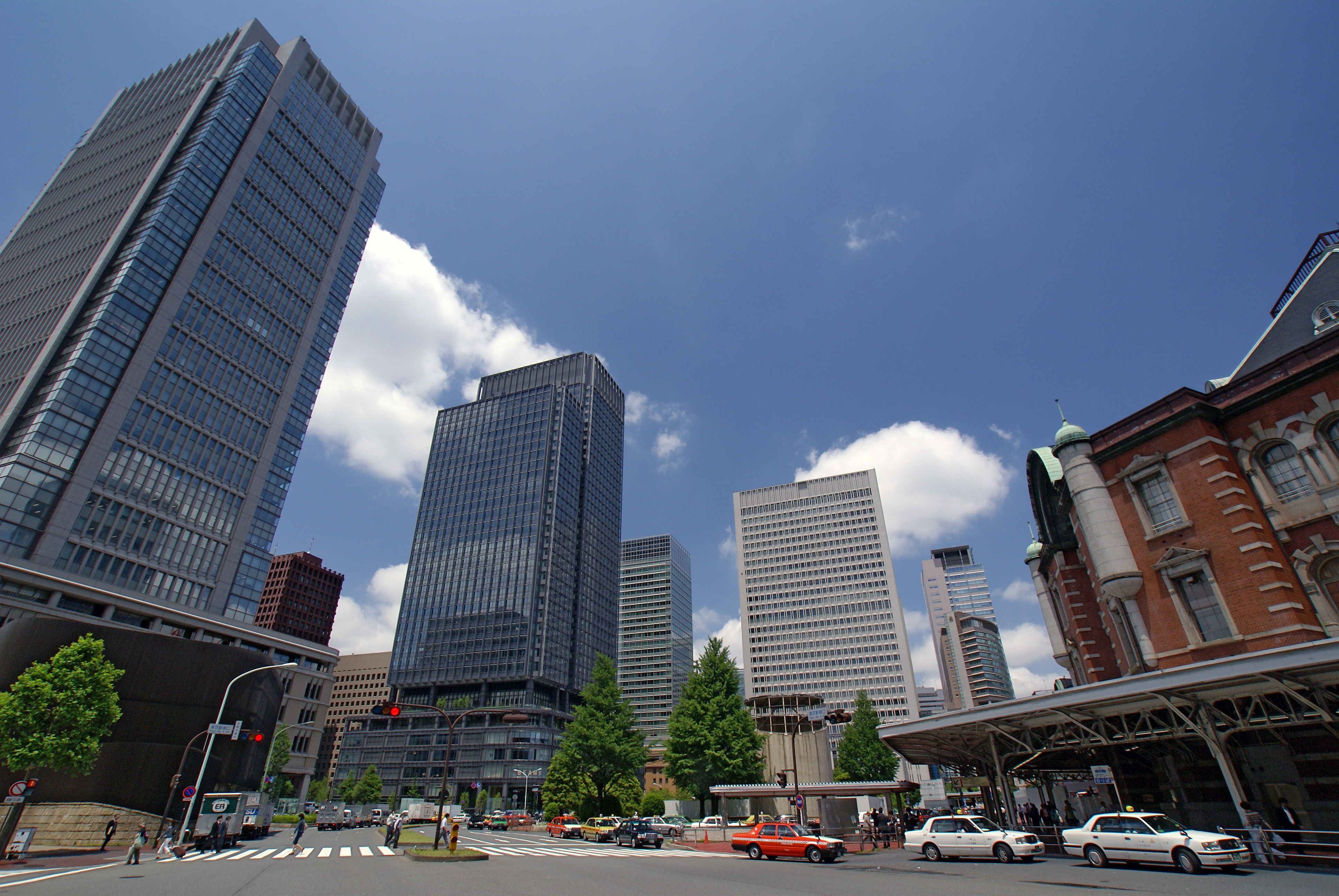
Маруноути
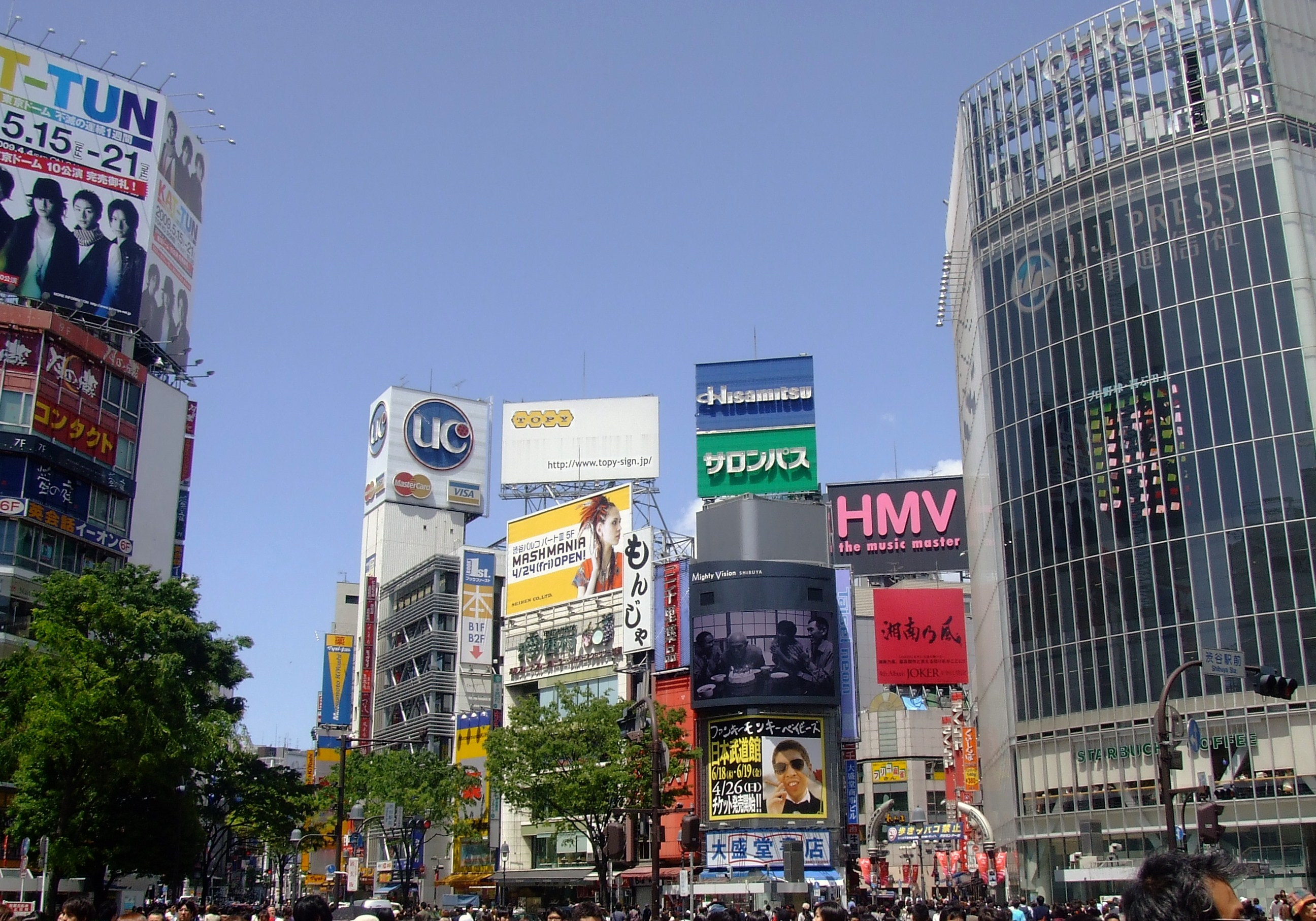
Сибуя
Синдзюку